# La Vilella Baixa
La Vilella Baixa est une commune de la province de Tarragone, en Catalogne, en Espagne, de la comarque de Priorat.